# Дејмијан Луис
Дејмијан Луис (енгл. Damian Lewis; Лондон, 11. фебруар 1971) британски је телевизијски и филмски глумац. Успешно гради каријеру подједнако у Великој Британији и Сједињеним Америчким Државама.
Рођен је у добростојећој породици као син Шарлоте Мери и Џ. Вотсина Луиса. Школовао се на Итону. Са шеснаест година основао је позоришну трупу, са којом је радио у јужном Лондону, а потом је путовао по Африци. Од 1990. до 1993. године школовао се у Гилдхол школи за музику и драму заједно са Данијелом Крејгом и Џозефом Фајнсом. Након дипломирања радио је као позоришни глумац у Краљевској Шекспировској трупи. У позоришту га је приметио Стивен Спилберг, који му је доделио улогу Ричарда Винтерса у мини-серији Браћа по оружју. За ову улогу номинован је за Златни глобус. Пажњу јавности је поново привукао глумећи Николаса Бродија, америчког војника за кога се сумња да је терориста Ал Каиде, у серији Домовина. За ову улогу освојио је Златни глобус и награду Еми за најбољег главног глумца у драмској серији. Тумачио је краља Хенрија VIII у мини-серији Вучје легло. За ову изведбу номинован је за Еми и Златни глобус за најбољег глумца у споредној улози у мини-серији или телевизијском филму. Тренутно тумачи главну улогу у серији Милијарде.
Ожењен је глумицом Хелен Макрори, са којом има двоје деце.